# Bana
Bana je velká vesnice v Maďarsku v župě Komárom-Esztergom, spadající pod okres Komárom. Nachází se asi 2 km západně od Bábolny, asi 15 km jihozápadně od Komáromu a asi 16 km východně od Győru. Žije zde přibližně 1 500 obyvatel. Dle údajů z roku 2011 tvoří 88,1 % obyvatelstva Maďaři, 6 % Romové, 0,2 % Němci a 0,2 % Rumuni.
Blízko Bany prochází dálnice M1. Sousedními vesnicemi jsou Bőny a Nagyszentjános, sousedními městy Ács a Bábolna.